# 2015년 대한민국의 영화 목록
다음은 2015년에 개봉됐던 대한민국의 영화 목록이다.

## 목록

### 1분기
- 나는 야한 여자가 좋다 3
- 세계일주
- 스물
- 착한 여자
- 그라운드의 이방인
- 몽골리안 프린세스
- 태양을 쏴라
- 두 번째 엄마 무삭제판
- 망대
- 베드
- 살인의뢰
- 소셜포비아
- 울언니: 성상납의 비밀 무삭제판
- 개: dog eat dog
- 살인캠프
- 순수의 시대
- 헬머니
- 기화
- 나는 야한 여자가 좋다
- 조류인간
- 친절한 가정부
- 하숙집
- 꿈보다 해몽
- 조선명탐정 : 사라진 놉의 딸
- 망원동 인공위성
- 쎄시봉
- 최강전사 미니특공대 : 새로운 악당의 습격
- 비밀: 아내의 남자
- 비치하트애솔
- 어우동: 주인 없는 꽃
- 정사: 위험한 성적 유희 무삭제판
- 화끈한 써비스: 어느 잔인한 미용사의
- 내 심장을 쏴라
- 생각보다 맑은
- 강남 1970
- 가자! 장미여관으로 3 - 방황 무삭제 감독판
- 고양이 장례식
- 꽃보다 처녀귀신
- 미라클 여행기
- 오늘의 연애
- 허삼관
- 설해
- 워킹걸

### 2분기
- 나의 절친 악당들
- 메이드 인 차이나
- 어떤 가족
- 욕정이 활활
- 소수의견
- 연평해전
- 경성학교: 사라진 소녀들
- 극비수사
- 성난 화가
- 애인
- 외출
- 한여름의 판타지아
- 따라지 : 비열한 거리
- 마이 페어 웨딩
- 은밀한 유혹
- 혜경궁 홍씨
- 코인라커
- 7공주 대리운전
- 무뢰한
- 전망 좋은 집 2
- 간신
- 막걸스
- 사랑에도 저작권이 있나요?
- 산다
- 명령불복종 교사
- 악의 연대기
- 명량: 회오리 바다를 향하여
- 어떤 여행, 시민창작뮤지컬
- 연애의 맛
- 잡식가족의 딜레마
- 젊은엄마 : 내 나이가 어때서
- 다이노 타임
- 부곡 하와이
- 터치 바이 터치
- 플랑크 상수
- 위험한 상견례 2
- 차이나타운
- 미궁: 비밀애
- 반짝이는 박수 소리
- 약장수
- 검은손
- 다이빙벨: 진실은 침몰하지 않습니다
- 장수상회
- 화장
- 후쿠시마의 미래
- 공사중
- 맛있는 택배
- 파울볼

### 3분기
- 맛있는 덫-정사
- 춘희막이
- 서부전선
- 음란한 가족
- 지금은맞고그때는틀리다
- 탐정 : 더 비기닝
- 위험한 섹스
- 덫: 치명적인 유혹
- 란제리살인사건
- 션샤인 러브
- 사도
- 은밀한 방문자
- 나쁜 수업
- 조선안방 스캔들-칠거지악
- 돼지 같은 여자
- 보리의 은밀한 사생활
- 사랑이 이긴다
- 선지자의 밤
- 슈퍼레이서 엔지
- 영도
- 자가당착: 시대정신과 현실참여
- 젊은 처제
- 제 7기사단
- 창백한 얼굴들
- 함정
- 화산고래
- 외출 무삭제
- 하숙집 무삭제
- 기적의 피아노
- 미션: 톱스타를 훔쳐라
- 성난 화가 - 무삭제판
- 오피스
- 젊은 엄마 3
- 타부 : 금지된 사랑
- 맛2
- 치외법권
- 고백
- 뷰티 인사이드
- 엄마친구
- 없던 일
- 오늘영화
- 퇴마: 무녀굴
- 마님
- 그리울 련
- 미쓰 와이프
- 성실한 나라의 앨리스
- 순교
- 에스엠타운 더 스테이지
- 원령
- 위로공단
- 협녀, 칼의 기억
- 짓2: 붉은 낙타
- 이바라키의 여름
- 베테랑
- 마지막 위안부
- 무서운 집
- 살인재능
- 고녀석 맛나겠다2 : 함께라서 행복해
- 폭풍정사
- 러브앤서울 복숭아마을 도색소동기
- 십이야: 깊고 붉은 열두 개의 밤
- 암살
- 퀴어영화 나비 : 어른들의 일
- 밀양 아리랑
- 악인은 살아 있다
- 폴라로이드
- 쓰리 썸머 나잇
- 권법형사 : 차이나타운
- 레드 툼
- 손님
- 태양을 쏴라 무삭제판
- 파스카
- 남편만 몰라요
- 디렉터스 컷
- 마돈나
- 미궁: 비밀애 무삭제 특별판

### 4분기
- 내부자들: 디 오리지널
- 친애하는 지도자동지께
- 조선마술사
- 한양기방 명기전
- 굿바이 그리고 헬로우
- 위험한 중독
- 나의 아들, 나의 어머니
- 색끈한 퓨전사극 심청야사
- 인 허 플레이스
- 대호
- 유신의 미학
- 히말라야
- 전원일기: 젖소농장새댁
- 실론, 세렌디피티
- 그들이 죽었다
- 불안한 외출
- 뽀로로 극장판 컴퓨터 왕국 대모험
- 슬픈남자
- 앨리스: 원더랜드에서 온 소년
- 타이밍
- 타투
- 황진이
- 감금의 시간
- 극적인 하룻밤
- 나쁜 나라
- 내 친구의 아내
- 공즉시색
- 서태지밴드 콘서트 투어 콰이어트나이트
- 설지
- 아일랜드 - 시간을 훔치는 섬
- 어떤이의 꿈
- 위선자들
- 한양 기방 춘향뎐
- 도리화가
- 열정같은소리하고있네
- 꾸루꾸루와 친구들: 무지개 나무의 비밀
- 내부자들
- 용주골
- 착한 처제
- 해에게서 소년에게
- 맛있는 정사: 오피스 와이프
- 나도 때론 포르노그라피의 주인공이고 싶다
- 늙은 자전거
- 세상끝의 사랑
- 친구엄마
- 모텔
- 검은 사제들
- 들꽃
- 핫섹토크
- 고시원
- 거짓말
- 울보 권투부
- 그놈이다
- 미안해 사랑해 고마워
- 수상한 미용실
- 어떤살인
- 새폴더 2
- 더 폰
- 돌연변이
- 말하지 못한 비밀
- 맛있는 비행
- 스피드
- 오디세오
- 조선안방 스캔들-칠거지악 2
- 특종: 량첸살인기
- 필름시대사랑
- 힙스터: 안개의 덫
- 미션스쿨
- 비밀
- 유부녀들
- 성난 변호사
- 아내의 애인
- 안녕, 전우치! 도술로봇대결전
- 환타스틱 러브짐: 전쟁 같은 사랑
- 라이브 TV
- 포장마차

## 참고 자료
- KOFIC 영화 데이터베이스